# Mateja Pintar
Mateja Pintar (17 de julio de 1985) es una deportista eslovena que compitió en tenis de mesa adaptado. Ganó dos medallas en los Juegos Paralímpicos de Verano, oro en Atenas 2004 y bronce en Pekín 2008.

## Palmarés internacional
| Juegos Paralímpicos | Juegos Paralímpicos | Juegos Paralímpicos | Juegos Paralímpicos |
| Año                 | Lugar               | Medalla             | Prueba              |
| ------------------- | ------------------- | ------------------- | ------------------- |
| 2004                | Atenas (Grecia)     | Medalla de oro      | Individual 3        |
| 2008                | Pekín (China)       | Medalla de bronce   | Individual 3        |